# М. Ильин
Илья́ Я́ковлевич Марша́к, публиковавшийся под литературным псевдонимом М. Ильи́н (29 декабря 1895, Бахмут, Екатеринославская губерния, Российская империя — 15 ноября 1953) — русский советский писатель, инженер-химик.

## Биография
Родился 29 декабря 1895 в Бахмуте Екатеринославской губернии (ныне Донецкая область, Украина). Осенью 1915 поступил на физико-математический факультет Петербургского университета. В 1920 году поступил на химический факультет Краснодарского политехнического института, в 1922 году перевелся в Ленинградский технологический институт, а в 1925 году окончил его. Работал зав. лабораторией на Невском стеариновом заводе, откуда в 1929 был вынужден уйти из-за обострившегося туберкулёза.
С 1924 года в журнале «Воробей» (позднее «Новый Робинзон») вёл «Химическую страничку» и «Лабораторию „Нового Робинзона“». В 1927 опубликовал книгу «Солнце на столе». Рассказы для детей о простых вещах «Сто тысяч почему» (1929). Печатался в журнале «Чиж». Книга о первой пятилетке «Рассказ о великом плане» (1930) и её продолжение — «Горы и люди» (1932), в которой пишет о работах академиков Н. И. Вавилова и Т. Д. Лысенко, о значении руководителей СССР И. В. Сталина и В. И. Ленина. В развитие этой темы написал книги «Сегодня и вчера», «Покорение природы». Также писал об истории культуры («Рассказы о вещах», «Как человек стал великаном» — совместно с Е. Сегал) и истории науки. Многие книги писателя оформил художник Н. Ф. Лапшин.
Во время Великой Отечественной войны написал ряд статей для Совинформбюро.
С конца 1948 по 1950 годы работал в редколлегии «Огонька».
Умер 15 ноября 1953 года. Похоронен в Москве на Новодевичьем кладбище (участок № 2).

## Награды
- орден Трудового Красного Знамени (31.01.1939)
- медаль «За доблестный труд в Великой Отечественной войне 1941—1945 гг.» (1946)

## Семья
- Брат — Самуил Яковлевич Маршак, поэт и переводчик.
- Сестра — Лия Яковлевна Прейс (псевдоним Елена Ильина), писательница.
- Жена — Елена Александровна Сегал, писатель и сценарист.
  - Сын — Борис Маршак, археолог; дочери — Евгения Маршак (1927—1996), редактор, и Марина Маршак (1941—1992), молекулярный генетик.
- Племянник — Юрий Альфредович Менакер (псевдоним Георгий Юрмин), детский писатель; воспитывался в семье Ильина пока его мать с отчимом находились в ссылке.

## Книги
- Солнце на столе, 1927; Л.-М., «Молодая гвардия», изд. 5-е, 1933. — 20 000 экз.
- Который час?, 1927 (Книга рассказывает о том, как люди научились измерять время).
- Карманный товарищ, 1927; Государственное издательство, Москва.
- Черным по белому, 1928 (Книга знакомит с историей развития письменности); изд. 4-е — 1933.
- Сто тысяч почему, 1929.
- Как автомобиль учился ходить, 1930.
- Рассказ о великом плане, 1930 (история первой пятилетки, переведённая на многие языки; наполнена оптимистическим задором, стремлением покорить природу).
- Горы и люди: Рассказы о перестройке природы; для начальной школы , 1935
- Рассказы о вещах, 1936 (сборник: «Сто тысяч почему», «Солнце на столе», «Который час?», «Черным по белому», «Как автомобиль учился ходить»).
- Искусственный глаз, 1941.
- Как человек стал великаном, 1946 (совм. с Е. Сегал; история развития человечества со времен палеолита до Возрождения).
- Путешествие в атом, 1948 (совм. с Е. Сегал).
- Завод-самоход, 1949.
- Покорение природы, 1950.
- Александр Порфирьевич Бородин, 1952 (совм. с Е. Сегал).
- Рассказы о том, что тебя окружает (совм. с Е. Сегал). Кн.1. В нашем городе, 1955; Кн. 2. Откуда приходят вещи, 1956.
- Избранные произведения. Тома 1—3. — М., 1962.